# Więcław, Gmina Dębno
Więcław [ˈvjɛnt͡swaf] (trước đây là Bornhofen của Đức) là một ngôi làng thuộc quận hành chính của Gmina Dębno, thuộc quận Myślibórz, West Pomeranian Voivodeship, ở phía tây bắc Ba Lan. Nó nằm khoảng 5 kilômét (3 mi) phía đông bắc Dębno, 21 km (13 mi) phía tây nam Myślibórz và 74 km (46 mi) phía nam thủ đô khu vực Szczecin.
Trước năm 1945, khu vực này là một phần của Đức. Đối với lịch sử của khu vực, xem Lịch sử của Pomerania.
Làng có dân số 204 người.